# Dark Legends – Neugier kann tödlich sein
Dark Legends – Neugier kann tödlich sein (Originaltitel: The Shortcut) ist ein US-amerikanischer Horrorfilm aus dem Jahr 2009 von Nicholaus Goossen.

## Handlung
Tobey und sein Bruder Derek sind neu in der Stadt. Tobey lässt sich von ein paar Klassenkameraden dazu überreden, eine Abkürzung durch den Wald zu nehmen. Im Wald findet er einen toten Hund, der von einem mysteriösen alten Mann getötet wurde. Tobey flieht vor dem alten Mann und erzählt seinem Bruder Derek davon. Derek und ein paar andere Mitschüler beschließen der Sache nachzugehen und mehr über den alten Mann herauszufinden.

## Kritiken
„Bis zum Schocktwist, der ein packendes Finale einläutet, plätschert die Story von Schulfreunden, die der Legende eines an einer Waldweg-Abkürzung hausenden Psychopathen nachgehen, inszenatorisch auf Samstagskrimi-Niveau vor sich hin.“